# سیارک ۷۹۹۴
سیارک ۷۹۹۴ (به انگلیسی: 7994 Bethellen، نامگذاری:1983CQ2) هفت هزار و نهصد و نود و چهارمین سیارک کشف شده‌است که در ۱۵ فوریه ۱۹۸۳ کشف شد.
قدر مطلق سیارک برابر ۱۲٫۵۰ است.